# Wadi Murabbaʿat

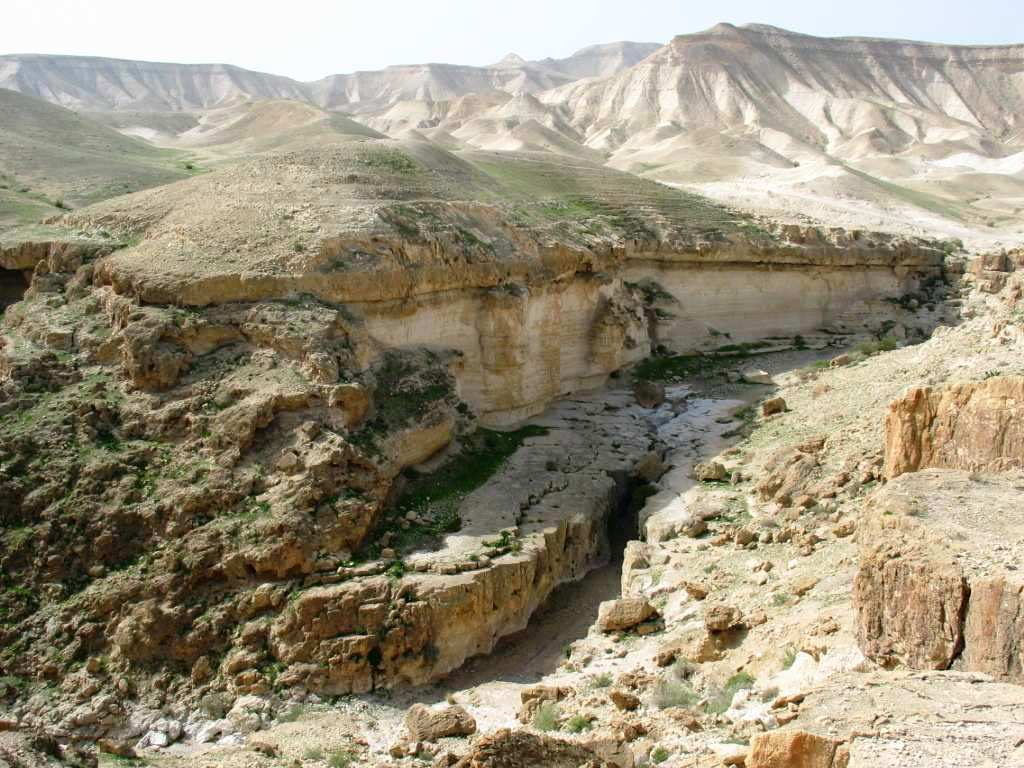
Wadi Murabbaʿat

Wadi Murabbaʿat ist ein Wadi in der Judäischen Wüste im Westjordanland. Es beginnt östlich von Bethlehem, erstreckt sich in südöstlicher Richtung und mündet 18 km südlich von Qumran ins Tote Meer. Seine Bedeutung für Archäologie und Geschichte liegt in 174 antiken Dokumenten (die meisten aus den ersten beiden Jahrhunderten n. Chr.), die in fünf Höhlen an der Nordflanke des Unterlaufs des Wadis entdeckt wurden.
Der arabische Name وادي مربعات / Wādī Murabbaʿāt bedeutet „Vierecks-Wadi“ und leitet sich von den auffälligen viereckigen Höhleneingängen von drei der erwähnten Höhlen ab. Alternative Namen sind Wadi Daraǧa (arabisch) oder Naḥal Deragot (hebräisch). Beide bedeuten „Stufen-Wadi“, da das Wadi im unteren Teil stufenweise nach unten abfällt.
Auf fast seiner ganzen Länge ist das zerklüftete Wadi durch markierte Wanderwege erschlossen. Der Weg im unteren Teil des Wadi-Betts enthält anspruchsvolle Kletterpassagen und führt durch Wassertümpel, die man schwimmend durchqueren muss.
1951, wenige Jahre nach der Entdeckung der ersten Qumran-Schriften, fanden Beduinen in den Höhlen Reste von antiken Dokumenten auf Papyrus und Tierhaut (ein Vorläufer von Pergament) und einige andere Fundstücke. Im Frühjahr 1952 wurden von der École biblique in Jerusalem und den jordanischen Antiquitätenbehörden in vier Höhlen Ausgrabungen durchgeführt, die weitere antike Schriften sowie Funde aus verschiedenen Epochen (von der Kupfersteinzeit bis zum 14. Jh. n. Chr.) zu Tage brachten. 1955 wurde, wieder zunächst von Beduinen, in einer fünften Höhle eine gut erhaltene Schriftrolle mit dem Zwölfprophetenbuch (Mur88) entdeckt. 1968 und 1993 führten israelische Archäologen weitere Untersuchungen durch.
In der Erstedition der Texte ist nicht angegeben, welche Dokumente oder Fragmente von Beduinen gefunden wurden und welche im Rahmen kontrollierter archäologischer Ausgrabungen (mit Ausnahme von Mur88). Mur174 und einige winzige Fragmente, die mit ihm ediert wurden, belegen, dass nicht alle von den Beduinen gefundenen Texte in das damalige Palestine Archaeological Museum, das heutige Rockefeller-Museum, (und damit in die Erstedition) gelangt sind. Die Tatsache, dass Mur26 und XḤev/Se50 Teile desselben Dokuments sind, lässt einen der folgenden Schlüsse zu: Entweder stammt Mur26 (und evtl. andere Dokumente, die als Murabbaʿat-Dokumente gelten) nicht von hier, sondern von anderswo (etwa aus dem Nachal Chever), oder XḤev/Se50 (und evtl. andere Dokumente) wurde in Wirklichkeit im Wadi Murabbaʿat entdeckt.

## Die Dokumente aus dem Wadi Murabbaʿat
Wenn nicht anders angegeben, sind die Texte auf Papyrus geschrieben.
| Dokument   | Sprache                 | Datierung                      | Inhalt                                                             | Bemerkungen                                                                                  |
| ---------- | ----------------------- | ------------------------------ | ------------------------------------------------------------------ | -------------------------------------------------------------------------------------------- |
| Mur1       | hebräisch               | Anfang 2. Jh. n. Chr.          | Biblischer Text (Gen-Num)                                          | Tierhaut                                                                                     |
| Mur2       | hebräisch               | 1. Jh. n. Chr.                 | Biblischer Text (Dtn)                                              | Tierhaut                                                                                     |
| Mur3       | hebräisch               | 1. Jh. n. Chr.                 | Biblischer Text (Jes 1,4-14)                                       | Tierhaut                                                                                     |
| Mur4       | hebräisch               |                                | Phylakterium                                                       | Tierhaut                                                                                     |
| Mur5       | hebräisch               |                                | Mesusa?                                                            | Tierhaut; winzige Schrift, praktisch unlesbar                                                |
| Mur6       | hebräisch               | 1. Jh. v./ 1. Jh. n. Chr.      | Religiöser Text                                                    | Tierhaut                                                                                     |
| Mur7       | hebräisch               | Anfang 2. Jh. n. Chr.          | Vertrag?                                                           | Tierhaut; 15 kleine Fragmente mit nur wenigen erhaltenen Wörtern                             |
| Mur8       | aramäisch               | Anfang 1. Jh. n. Chr.          | Rechnung über Gerste und Linsen?                                   | Tierhaut                                                                                     |
| Mur9       | aramäisch               |                                | Rechnung?                                                          | Tierhaut                                                                                     |
| Mur10      | A: aram. B: hebr./aram. | B: 1. Jh. n. Chr.              | A: Rechnung B: zwei hebr./ aram. Alphabete                         | Tierhaut; Palimpsest (A: unterer, abgewaschener Text)                                        |
| Mur11      |                         |                                | Reste eines hebr./ aram. Alphabets                                 | Tierhaut                                                                                     |
| Mur12      |                         |                                |                                                                    | Tierhaut; unlesbares Fragment                                                                |
| Mur13      |                         |                                |                                                                    | Tierhaut; unlesbares Fragment                                                                |
| Mur14      |                         |                                |                                                                    | Tierhaut; unlesbares Fragment                                                                |
| Mur15      |                         |                                |                                                                    | Tierhaut; unlesbares Fragment                                                                |
| Mur16      |                         |                                |                                                                    | Tierhaut; unlesbares Fragment                                                                |
| Mur17      | A: hebr. B: hebr./aram. | A: 8./ 7. Jh. v. Chr.          | A: Brief B: Liste von Namen und Getreidemengen?                    | Palimpsest                                                                                   |
| Mur18      | aramäisch               | 55/56 n. Chr.                  | Schuldschein                                                       | Doppelurkunde                                                                                |
| Mur19      | aramäisch               | 71 n. Chr.                     | Scheidebrief (Get)                                                 | Doppelurkunde; in Masada vom Ehemann selbst geschrieben (vgl. Dtn 24,1 ); Palimpsest         |
| Mur20      | aramäisch               | Ende 1./ Anfang 2. Jh. n. Chr. | Ehevertrag (Ketubba)                                               | Doppelurkunde                                                                                |
| Mur21      | aramäisch               | Ende 1./ Anfang 2. Jh. n. Chr. | Ehevertrag                                                         | Doppelurkunde                                                                                |
| Mur22      | hebräisch               | 69 (oder 66/132/135) n. Chr.   | Grundstücksverkaufsvertrag                                         | Doppelurkunde                                                                                |
| Mur23      | aramäisch               | 15.1.67/ 31.1.71 n. Chr.       | Verkaufsvertrag                                                    | Doppelurkunde                                                                                |
| Mur24      | hebräisch               | 3.2.134 n. Chr.                | 12 Pachtverträge                                                   |                                                                                              |
| Mur25      | aramäisch               | Okt./ Nov. 134 n. Chr.         | Grundstücksverkaufsvertrag                                         | Doppelurkunde; 23 meist winzige Papyrusfragmente, aus denen eine Ratte ihr Nest gebaut hatte |
| Mur26      | aramäisch               |                                |                                                                    | Teil des Dokumentes XḤev/Se50                                                                |
| Mur27      | aramäisch               | 1./ Anfang 2. Jh. n. Chr.      | Verkaufsvertrag                                                    |                                                                                              |
| Mur28      | aramäisch               | 1./ Anfang 2. Jh. n. Chr.      | Verkaufsvertrag                                                    | Doppelurkunde                                                                                |
| Mur29      | hebräisch               | 11.9.67/ 31.8.68 n. Chr.       | Verkaufsvertrag                                                    | Doppelurkunde                                                                                |
| Mur30      | hebräisch               | 26.9.69 n. Chr.                | Grundstücksverkaufsvertrag                                         | Doppelurkunde                                                                                |
| Mur31      | aramäisch               | 1./ Anfang 2. Jh. n. Chr.      | Verkaufsvertrag                                                    | 6 kleine Fragmente                                                                           |
| Mur32      | aramäisch               | v. Chr.                        | Verkaufsvertrag/ Schuldschein                                      |                                                                                              |
| Mur33      | aramäisch               | 1./ Anfang 2. Jh. n. Chr.      | Quittung                                                           |                                                                                              |
| Mur34      | aramäisch?              | 1./ Anfang 2. Jh. n. Chr.      | Vertrag?                                                           | Fragment mit wenigen lesbaren Buchstaben                                                     |
| Mur35      | aramäisch               | 1./ Anfang 2. Jh. n. Chr.      | Vertrag?                                                           | Fragment mit einem lesbaren Wort („wohnend“)                                                 |
| Mur36      | hebräisch?              | 1./ Anfang 2. Jh. n. Chr.      | Vertrag                                                            | 2 Fragmente mit wenigen lesbaren Wörtern                                                     |
| Mur37      | hebr./aram.             | 1./ Anfang 2. Jh. n. Chr.      |                                                                    | 3 Fragmente mit wenigen lesbaren Buchstaben                                                  |
| Mur38      | aramäisch               | 1./ Anfang 2. Jh. n. Chr.      | Vertrag?                                                           | 6 Fragmente mit Resten von 6 Unterschriften                                                  |
| Mur39      | hebr./aram.             | 1./ Anfang 2. Jh. n. Chr.      | Vertrag?                                                           | 3 Fragmente mit Resten von 2 Unterschriften                                                  |
| Mur40      | hebr./aram.             | 1./ Anfang 2. Jh. n. Chr.      | Vertrag?                                                           | 2 Fragmente mit Resten von 2 Unterschriften                                                  |
| Mur41      | hebr./aram.             | 1./ Anfang 2. Jh. n. Chr.      | Namensliste                                                        | 6 Fragmente, wenige Namen lesbar                                                             |
| Mur42      | hebräisch               | 134/ 135 n. Chr.               | Brief: Kaufbestätigung und Nachricht über römische Truppenbewegung | Vollständig erhalten                                                                         |
| Mur43      | hebräisch               | 132 – 135 n. Chr.              | Brief: Schutzbrief für Galiläer                                    | Absender: Simon, Sohn des Kosiba (Bar Kochba)                                                |
| Mur44      | hebräisch               | 132 – 135 n. Chr.              | Brief: Gesuch um Weizen                                            | Vollständig erhalten; Absender: Simon (Bar Kochba); nicht gleiche Handschrift wie Mur43      |
| Mur45      | hebräisch               | 134/ 135 n. Chr.               | Brief: Schilderung der Notsituation                                | Erwähnt „Mezad Hasidin“ (Festung der Frommen) – Qumran?                                      |
| Mur46      | hebräisch               |                                | Brief: Gesuch, einen Mann nach En Gedi zu schicken                 |                                                                                              |
| Mur47      | hebräisch               |                                | Brief                                                              | 7 Zeilenanfänge erhalten                                                                     |
| Mur48      | hebräisch               |                                | Brief                                                              | Reste von 7 Zeilen                                                                           |
| Mur49      | hebr./aram.             |                                | Brief?                                                             | Reste von 4 Zeilen                                                                           |
| Mur50      | hebräisch               |                                | Brief?                                                             | 4 Fragmente mit wenigen lesbaren Wörtern                                                     |
| Mur51      | hebr./aram.             |                                | Brief?                                                             | 2 Fragmente mit wenigen lesbaren Wörtern                                                     |
| Mur52      | hebräisch               |                                | Brief?                                                             | 6 Fragmente mit wenigen lesbaren Wörtern                                                     |
| Mur53      |                         |                                |                                                                    | Unlesbare Zeichenreste                                                                       |
| Mur54      | hebr./aram.             |                                |                                                                    | Kleine Fragmente mit unlesbaren Resten in kursiver Schrift                                   |
| Mur55      | aramäisch?              | 1./ Anfang 2. Jh. n. Chr.      |                                                                    | 7 Fragmente mit wenigen lesbaren Buchstaben                                                  |
| Mur56      | hebr./aram.             | 1./ Anfang 2. Jh. n. Chr.      |                                                                    | Fragment mit den ersten Buchstaben von 8 Zeilen                                              |
| Mur57      | hebr./aram.             | 1./ Anfang 2. Jh. n. Chr.      |                                                                    | Fragment mit wenigen lesbaren Buchstaben                                                     |
| Mur58      | hebr./aram.             | 1./ Anfang 2. Jh. n. Chr.      |                                                                    | 4 Fragmente mit wenigen lesbaren Buchstaben                                                  |
| Mur59      | hebr./aram.             | 1./ Anfang 2. Jh. n. Chr.      |                                                                    | Fragment mit wenigen lesbaren Buchstaben                                                     |
| Mur60      | hebr./aram.             | 1./ Anfang 2. Jh. n. Chr.      |                                                                    | 2 Fragmente mit wenigen lesbaren Buchstaben                                                  |
| Mur61      | hebr./aram.             | 1./ Anfang 2. Jh. n. Chr.      |                                                                    | 5 Fragmente mit einem lesbaren Wort („Simon“)                                                |
| Mur62      | hebr./aram.             | 1./ Anfang 2. Jh. n. Chr.      |                                                                    | Fragment mit wenigen lesbaren Buchstaben                                                     |
| Mur63      | hebr./aram.             | 1./ Anfang 2. Jh. n. Chr.      |                                                                    | Fragment mit wenigen lesbaren Buchstaben                                                     |
| Mur64      | hebr./aram.             | 1./ Anfang 2. Jh. n. Chr.      |                                                                    | Fragment mit wenigen lesbaren Buchstaben                                                     |
| Mur65      | hebr./aram.             | 1./ Anfang 2. Jh. n. Chr.      |                                                                    | Fragment mit wenigen lesbaren Buchstaben                                                     |
| Mur66      | aramäisch               | 1./ Anfang 2. Jh. n. Chr.      |                                                                    | Fragment mit einem lesbaren Wort („drei“)                                                    |
| Mur67      | hebr./aram.             | 1./ Anfang 2. Jh. n. Chr.      |                                                                    | Fragment mit wenigen lesbaren Buchstaben                                                     |
| Mur68      | hebr./aram.             | 1./ Anfang 2. Jh. n. Chr.      |                                                                    | 3 unlesbare Fragmente                                                                        |
| Mur69      | hebr./aram.             | 1./ Anfang 2. Jh. n. Chr.      |                                                                    | Fragment mit Buchstabenresten                                                                |
| Mur70      | hebr./aram.             | 1./ Anfang 2. Jh. n. Chr.      |                                                                    | Fragment mit Buchstabenresten                                                                |
| Mur71      | nabatäisch              | 1. Jh. n. Chr.                 |                                                                    | Fragment mit wenigen lesbaren Buchstaben                                                     |
| Mur72      | aramäisch               | Ende 2./ Anfang 1. Jh. v. Chr. | Brief: Bericht                                                     | Ostrakon; erwähnt Masada                                                                     |
| Mur73      | aramäisch               | ca. 50 v. Chr.                 | Anfang eines Alphabets und Namen                                   | Ostrakon                                                                                     |
| Mur74      | aramäisch               | Mitte 1. Jh. n. Chr.           | Namensliste                                                        | Ostrakon                                                                                     |
| Mur75      | hebräisch               |                                | Personenname                                                       | Ostrakon                                                                                     |
| Mur76      | aramäisch               |                                | Personenname                                                       | Ostrakon                                                                                     |
| Mur77      | hebr./aram.             |                                | Name                                                               | Ostrakon; der Name „Herodes“ kann eine Person oder die Festung Herodium bezeichnen           |
| Mur78      | hebr./aram.             |                                | Anfang eines doppelten Alphabets                                   | Ostrakon                                                                                     |
| Mur79      | hebr./aram.             |                                | Alphabet und Teil eines weiteren                                   | Ostrakon                                                                                     |
| Mur80      | hebr./aram.             |                                | Reste zweier Alphabete                                             | Ostrakon                                                                                     |
| Mur81      | hebr./aram.             |                                |                                                                    | Ostrakon; wenige Buchstaben erhalten                                                         |
| Mur82      | hebr./aram.             |                                |                                                                    | Ostrakon; ein Buchstabe erhalten                                                             |
| Mur83      | hebr./aram.             |                                |                                                                    | Ostrakon; ein Buchstabe erhalten                                                             |
| Mur84      | hebr./aram.             |                                |                                                                    | Ostrakon; wenige Buchstaben erhalten                                                         |
| Mur85      |                         |                                |                                                                    | Ostrakon; unklar, ob beschriftet                                                             |
| Mur86      |                         |                                |                                                                    | Ostrakon; unklar, ob beschriftet                                                             |
| Mur87      | aramäisch               |                                |                                                                    | Ostrakon; das einzige lesbare Wort Abba kann Eigenname sein oder „der Vater“ heißen          |
| Mur88      | hebräisch               |                                | Biblischer Text (Zwölfprophetenbuch)                               | Tierhaut                                                                                     |
| Mur89      | griechisch              |                                | Namen und Geldbeträge                                              | Tierhaut                                                                                     |
| Mur90      | griechisch              |                                | Liste von Namen und Getreidemengen                                 | Tierhaut                                                                                     |
| Mur91      | griechisch              |                                | Liste von Namen und Getreidemengen                                 | Tierhaut                                                                                     |
| Mur92      | griechisch              |                                | Getreideabrechnung                                                 | Tierhaut                                                                                     |
| Mur93      | griechisch              |                                | Getreideabrechnung                                                 | Tierhaut                                                                                     |
| Mur94      | griechisch              |                                | Getreideabrechnung                                                 | Tierhaut                                                                                     |
| Mur95      | griechisch              |                                | Namensliste                                                        | Tierhaut                                                                                     |
| Mur96      | griechisch              |                                | Getreideabrechnung                                                 | Tierhaut                                                                                     |
| Mur97      | griechisch              |                                | Getreideabrechnung                                                 | Tierhaut                                                                                     |
| Mur98      | griechisch              |                                | Getreideabrechnung?                                                | Tierhaut; Reste von 2 Zeilen                                                                 |
| Mur99      | griechisch              |                                |                                                                    | Tierhaut; Fragment mit wenigen Buchstaben                                                    |
| Mur100     | griechisch              |                                | Getreideabrechnung?                                                | Tierhaut; Reste von 3 Zeilen                                                                 |
| Mur101     | griechisch              |                                | Getreideabrechnung?                                                | Tierhaut; Fragmente mit einem lesbaren Wort („Wicke“)                                        |
| Mur102     | griechisch              |                                |                                                                    | Tierhaut; 3 Fragmente mit wenigen lesbaren Buchstaben                                        |
| Mur103     | griechisch              |                                | Namensliste                                                        | Tierhaut                                                                                     |
| Mur104     | griechisch              |                                |                                                                    | Tierhaut; wenige lesbare Buchstaben                                                          |
| Mur105     | griechisch              |                                |                                                                    | Tierhaut; Verso von Mur97, Fragm. e; 2 Buchstaben                                            |
| Mur106     | griechisch              |                                |                                                                    | Tierhaut; wenige lesbare Buchstaben                                                          |
| Mur107     | griechisch              |                                |                                                                    | Tierhaut; ein lesbarer Name („Eleasar“)                                                      |
| Mur108     | griechisch              | 2. Hälfte 1. Jh. n. Chr.       | Philosophischer oder religiöser Text                               |                                                                                              |
| Mur109     | griechisch              | Ende 1./ Anfang 2. Jh. n. Chr. | Literarischer Text                                                 |                                                                                              |
| Mur110     | griechisch              |                                | Literarischer Text?                                                | Verso von Mur109; wenige lesbare Buchstaben                                                  |
| Mur111     | griechisch              |                                | Literarischer Text?                                                | Wenige lesbare Wörter                                                                        |
| Mur112     | griechisch              | 1. Hälfte 2. Jh. n. Chr.       | Literarischer Text?                                                | Wenige lesbare Wörter                                                                        |
| Mur113     | griechisch              | 1. Hälfte 2. Jh. n. Chr.       | Prozessakte                                                        |                                                                                              |
| Mur114     | griechisch              | 115 oder 171 n. Chr.           | Schuldschein                                                       | Doppelurkunde?                                                                               |
| Mur115     | griechisch              | 19. Oktober 124 n. Chr.        | Ehevertrag                                                         | Doppelurkunde                                                                                |
| Mur116     | griechisch              | 1./2. Jh. n. Chr.              | Ehevertrag                                                         | Doppelurkunde?                                                                               |
| Mur117     | griechisch              | ca. 185 n. Chr.                | Verso: Offizielle Anordnungen                                      | Recto: praktisch unlesbarer Text                                                             |
| Mur118     | griechisch              |                                | Verso: Abrechnung                                                  | Recto (durchgestrichen): wenige lesbare Buchstaben                                           |
| Mur119     | griechisch              |                                | Abrechnung?                                                        |                                                                                              |
| Mur120     | griechisch              |                                | Abrechnung?                                                        |                                                                                              |
| Mur121     | griechisch              |                                | Abrechnung                                                         |                                                                                              |
| Mur122     | griechisch              |                                | Abrechnung?                                                        |                                                                                              |
| Mur123     | griechisch              |                                | Abrechnung                                                         |                                                                                              |
| Mur124     | griechisch              |                                | Abrechnung                                                         |                                                                                              |
| Mur125     | griechisch              |                                | Abrechnung                                                         |                                                                                              |
| Mur126     | griechisch              |                                |                                                                    | Fragment mit wenigen lesbaren Buchstaben                                                     |
| Mur127     | griechisch              |                                |                                                                    | Fragment mit wenigen lesbaren Buchstaben                                                     |
| Mur128     | griechisch              |                                |                                                                    | Fragment mit wenigen lesbaren Buchstaben                                                     |
| Mur129     | griechisch              |                                |                                                                    | Fragment mit wenigen lesbaren Buchstaben                                                     |
| Mur130     | griechisch              |                                |                                                                    | Fragment mit wenigen lesbaren Buchstaben                                                     |
| Mur131     | griechisch              |                                |                                                                    | Fragment mit wenigen lesbaren Buchstaben                                                     |
| Mur132     | griechisch              |                                |                                                                    | Fragment mit wenigen lesbaren Buchstaben                                                     |
| Mur133     | griechisch              |                                |                                                                    | 6 Fragmente mit wenigen lesbaren Buchstaben                                                  |
| Mur134     | griechisch              |                                |                                                                    | 4 Fragmente mit wenigen lesbaren Buchstaben                                                  |
| Mur135     | griechisch              |                                |                                                                    | 2 Fragmente mit wenigen lesbaren Buchstaben                                                  |
| Mur136     | griechisch              |                                |                                                                    | 2 Fragmente mit wenigen lesbaren Buchstaben                                                  |
| Mur137     | griechisch              |                                |                                                                    | 3 Fragmente mit wenigen lesbaren Buchstaben                                                  |
| Mur138     | griechisch              |                                |                                                                    | 5 Fragmente mit wenigen lesbaren Buchstaben                                                  |
| Mur139     | griechisch              |                                |                                                                    | Fragment mit wenigen lesbaren Buchstaben                                                     |
| Mur140     | griechisch              |                                |                                                                    | 3 Fragmente mit wenigen lesbaren Buchstaben                                                  |
| Mur141     | griechisch              |                                |                                                                    | 2 Fragmente mit wenigen lesbaren Buchstaben                                                  |
| Mur142     | griechisch              |                                |                                                                    | Fragment mit wenigen lesbaren Buchstaben                                                     |
| Mur143     | griechisch              |                                |                                                                    | Beidseitig beschriebenes Fragment mit wenigen lesbaren Buchstaben                            |
| Mur144     | griechisch              |                                |                                                                    | Fragment mit wenigen lesbaren Buchstaben                                                     |
| Mur145     | griechisch              |                                |                                                                    | 4 Fragmente mit wenigen lesbaren Buchstaben                                                  |
| Mur146     | griechisch              |                                |                                                                    | 2 Fragmente mit wenigen lesbaren Buchstaben                                                  |
| Mur147     | griechisch              |                                |                                                                    | 2 Fragmente mit wenigen lesbaren Buchstaben                                                  |
| Mur148     | griechisch              |                                |                                                                    | Fragment mit wenigen lesbaren Buchstaben                                                     |
| Mur149     | griechisch              |                                |                                                                    | 3 Fragmente mit wenigen lesbaren Buchstaben                                                  |
| Mur150     | griechisch              |                                |                                                                    | 2 Fragmente mit wenigen lesbaren Buchstaben                                                  |
| Mur151     | griechisch              |                                |                                                                    | Fragment mit wenigen lesbaren Buchstaben                                                     |
| Mur152     | griechisch              |                                |                                                                    | Fragment mit wenigen lesbaren Buchstaben                                                     |
| Mur153     | griechisch              |                                |                                                                    | Fragment mit wenigen lesbaren Buchstaben                                                     |
| Mur154     | griechisch              | 5./ 6. Jh. v. Chr.             |                                                                    | Fragment mit wenigen lesbaren Buchstaben                                                     |
| Mur155     | griechisch              |                                |                                                                    | 36 Fragmente, davon 10 mit wenigen lesbaren Buchstaben                                       |
| Mur156     | griechisch              | 11. Jh. n. Chr.                | Liturgischer Text aus dem byzantinischen Horologion                | Beidseitig beschriebenes Papier                                                              |
| Mur157     | griechisch              | 10. Jh. n. Chr.                | Magischer Text mit Zeichnung                                       | Papier                                                                                       |
| Mur158     | lateinisch              | 1. Jh. n. Chr.                 | Militärischer oder administrativer Text                            |                                                                                              |
| Mur159     | lateinisch              | Ende 2./ Anfang 3. Jh. n. Chr. |                                                                    | Fragment mit wenigen lesbaren Buchstaben                                                     |
| Mur160     | lateinisch              | Mitte 2. Jh. n. Chr.           |                                                                    | Fragment mit wenigen lesbaren Buchstaben                                                     |
| Mur161     | lateinisch?             |                                |                                                                    | Fragment mit wenigen Buchstaben                                                              |
| Mur162     | lateinisch              | 1./2. Jh. n. Chr.              |                                                                    | Fragment mit wenigen lesbaren Buchstaben                                                     |
| Mur163     | lateinisch              | Anfang 2. Jh. n. Chr.          |                                                                    | 5 Fragmente mit wenigen lesbaren Wörtern                                                     |
| Mur164     | griechisch              | 2. Jh. v. Chr.                 |                                                                    | Stenographierter Text                                                                        |
| Mur165     | griechisch              |                                |                                                                    | Ostrakon mit wenigen lesbaren Buchstaben                                                     |
| Mur166     | griechisch              |                                |                                                                    | Ostrakon mit wenigen lesbaren Buchstaben                                                     |
| Mur167     | griechisch              |                                |                                                                    | Ostrakon mit wenigen lesbaren Buchstaben                                                     |
| Mur168     | lateinisch              |                                |                                                                    | Ostrakon mit einem lesbaren, aber unverständlichen Wort („crisius“)                          |
| Mur169     | arabisch                | Ende 938/ Anfang 939 n. Chr.   | Quittung                                                           | Papier                                                                                       |
| Mur170     | arabisch                | 9./ 10. Jh. n. Chr.            | Verkaufsvertrag                                                    | Papier                                                                                       |
| Mur171     | arabisch                | 10. Jh. n. Chr.                | Magischer Text                                                     | Papier; Rückseite: drei unverständliche Zeilen in griechischer Schrift                       |
| Mur172     | arabisch                | 10. Jh. n. Chr.                | Religiöser/ magischer Text                                         | Papier                                                                                       |
| Mur173     | arabisch                | 10. Jh. n. Chr.                | Religiöser/ magischer Text                                         | Papier                                                                                       |
| Mur174     | hebräisch               | 28.11.132/ 17.12.133 n. Chr.   | Schuldschein                                                       | Separat ediert                                                                               |
| Mur263-284 |                         |                                |                                                                    | Münzen                                                                                       |